# В погоні за Червоною королевою (оповідання)
«В погоні за Червоною королевою» (англ. The Red Queen's Race) — науково-фантастичне оповідання американського письменника Айзека Азімова, вперше опубліковане у січні 1949 журналом Astounding Science Fiction. Увійшло до збірки «Ранній Азімов» (1972).

## Сюжет
Історія оповідається від імені неназваного агента американського бюро розслідувань. Агент повинен з'ясувати повну втрату ядерного палива на атомній електростанції, де був знайдений мертвим професор ядерної фізики Елмер Тайвуд.
В ході розслідування, у результаті показів колег-професорів та аспірантів Тайвуда, стає зрозуміло, що професор розробив засіб для відправки об'єктів у минуле за допомогою «мікро-часового переносу». Весь об'єм палива на АЕС було витрачено для відправки у минуле півтора-кілограмового предмета. План Тайвуда полягав у тому, щоб «поліпшити» світ, надавши еллінській Греції передові знання у галузі хімії.
Агент усвідомлює, що запущений у минуле зі швидкістю одне століття за добу підручник сучасної хімії перекладений давньогрецькою мовою, може спричинити зміни через ефект метелика, які призведуть до зникнення усіх сучасних людей.
Агент знаходить доцента філософії Майкрофта Джеймса Боулдера, який був найнятий Тайвудом, щоб перекласти підручник хімії на давньогрецьку мову. Боулдер стверджує, що він розкрив план Тайвуда і переклав тільки те, що вже було відомо науковцям у той час.
Через відсутність чіткого рішення, слідство завершили, а матеріали здали в архів під заголовком «?».